# Dogninades jactatalis
Dogninades jactatalis là một loài bướm đêm trong họ Noctuidae.